# Helga Haase
Helga Haase (născută Obschernitzki; n. 9 iunie 1934, Danzig, Orașul Liber Danzig – d. 16 iunie 1989, Berlinul de Est, RDG) a fost o patinatoare din RDG.

## Date biografice
Cariera ei sportivă a început în anul 1952, când avea 18 ani și s-a înscris la clubul sportiv SC Dynamo Berlin, care avea în acel timp nevoie de patinatori de viteză. În același an a început să lucreze ca milițian, în anul 1955 naște pe Cornelia o fetiță, după care se căsătorește cu antrenorul Helmut Haase. Între anii 1957 - 1967, Helga va deveni de 21 de ori campioană națională în RDG. În Squaw Valley la Jocurile Olimpice de iarnă din 1960 la proba de patinaj viteză peste 500 de m va câștiga medalia de aur, la proba de peste 1000 de m, medalia de argint, iar la proba de peste 1.500 de m, va ocupa locul 8. Ea a fost prima patinatoare din RDG, care a câștigat o medalie de aur la jocurile olimpice, cu toate că nu a fost însoțită de antrenor care n-a obținut viza de a ieși din țară. În anul 1964 Helga Haase, la jocurile olimpice din Innsbruck, va ocupa  locul patru, la patinaj viteză. În anul 1984 Helga, s-a pensionat ca invalidă.